# Aneth
Anethum graveolens
Pour la localité américaine, voir Aneth (Utah).
Pour l’article ayant un titre homophone, voir Annette.
Espèce
L'aneth, Anethum graveolens, est une espèce de plantes herbacées de la famille des Apiacées (Ombellifères), du genre Anethum.
Il est cultivé comme plante condimentaire pour ses feuilles et ses graines très aromatiques et se rapproche vaguement du fenouil par son odeur et ses propriétés, d'où ses autres noms de « fenouil bâtard » ou « faux anis ».

## Description

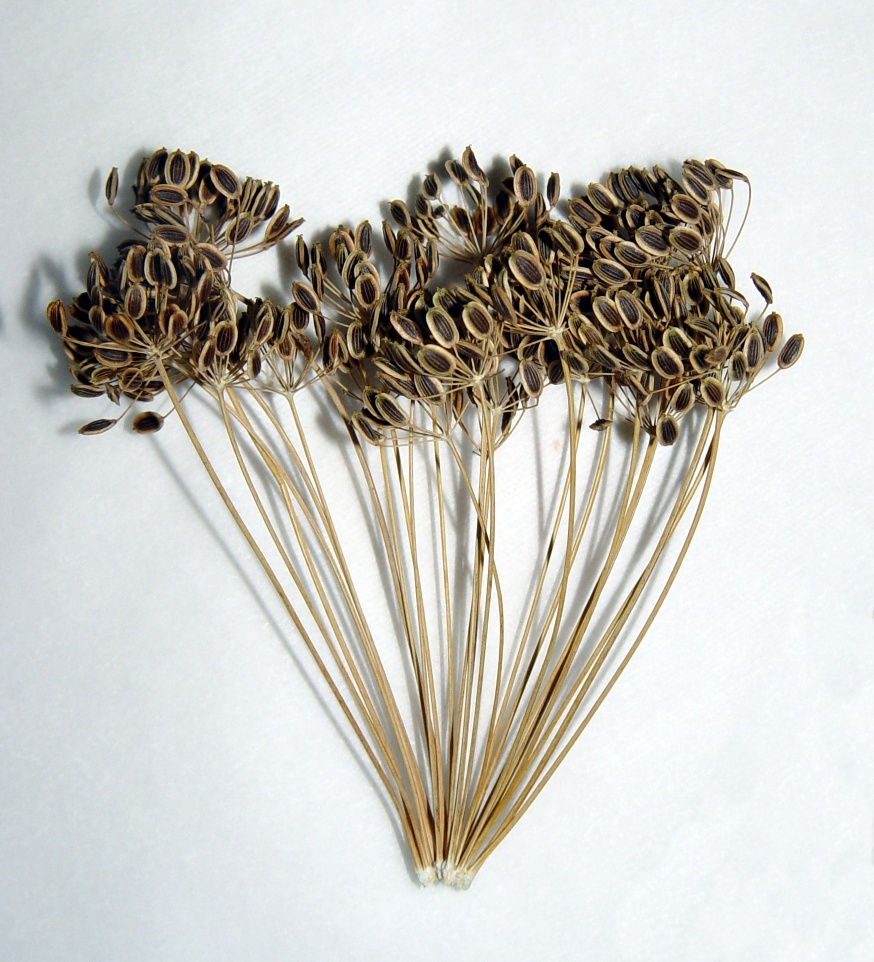
Une ombelle séchée.

C'est une plante annuelle à tige lisse, de 50 à 120 cm avec un étalement d'une trentaine de centimètres. Les feuilles sont très découpées, fines, filiformes, de couleur vert bleuté.
La floraison produit des ombelles à 15-30 rayons terminales à fleurs jaune verdâtre parfumées. Chaque fleur a 5 pétales jaunes et 5 étamines.
Les fruits sont petits (2,5 mm), ovales, aplatis à ailes proéminentes, de couleur brune ; ils se scindent en deux graines au séchage et sont matures en août-septembre.

## Étymologie et dénominations
« Aneth » vient du latin anethum, emprunté au grec ἄνηθον / ánēthon, et graveolens signifie en latin « dont l'odeur est forte ».
Synonymes : Anethum sowa Roxburgh, Ferula marathrophylla W. G. Walpers, Peucedanum anethum Baillon, Peucedanum graveolens L., Peucedanum sowa (Roxburgh) Kurz.
En français, l'aneth est aussi appelé aneth odorant, fenouil bâtard, fenouil puant, faux anis.

## Composition chimique
Les fruits de l'aneth contiennent une huile essentielle (2,5 à 4 %) renfermant de la carvone, de la myristicine et de l'apiol. Ils contiennent également des tanins et des mucilages.

## Histoire
Originaire de la méditerranée orientale (Anethum graveolens) ou d'Asie centrale (Anethum sowa), il était utilisé :
- par les anciens habitants de Judée et d’Israël comme épice à la période du Second Temple comme l'atteste la mishna (ma’as 4:5 et pe’ah 3:2) ;
- dans la médecine de l’Ayurveda où il est cité dans le Kashyapa Samhita (en) ;
- par les Iraniens pour la cuisine ;
- par les Égyptiens il y plus de 5 000 ans, en tant que plante médicinale ;
- par les Grecs et les Romains pour son parfum[5], pour la cuisine et pour ses vertus médicinales.

Il est mentionné dans l'Évangile de Matthieu : « Malheur à vous, scribes et pharisiens hypocrites, qui payez la dîme de la menthe, de l'aneth et du cumin, mais avez abandonné ce qu'il y a de plus important dans la loi ! ».
Il fait partie des plantes dont la culture est recommandée dans les domaines royaux par Charlemagne dans le capitulaire De Villis (fin du VIIIe ou début du IXe siècle).
En Angleterre, on le cultive depuis le XVIe siècle.

## Utilisation

### Usage culinaire

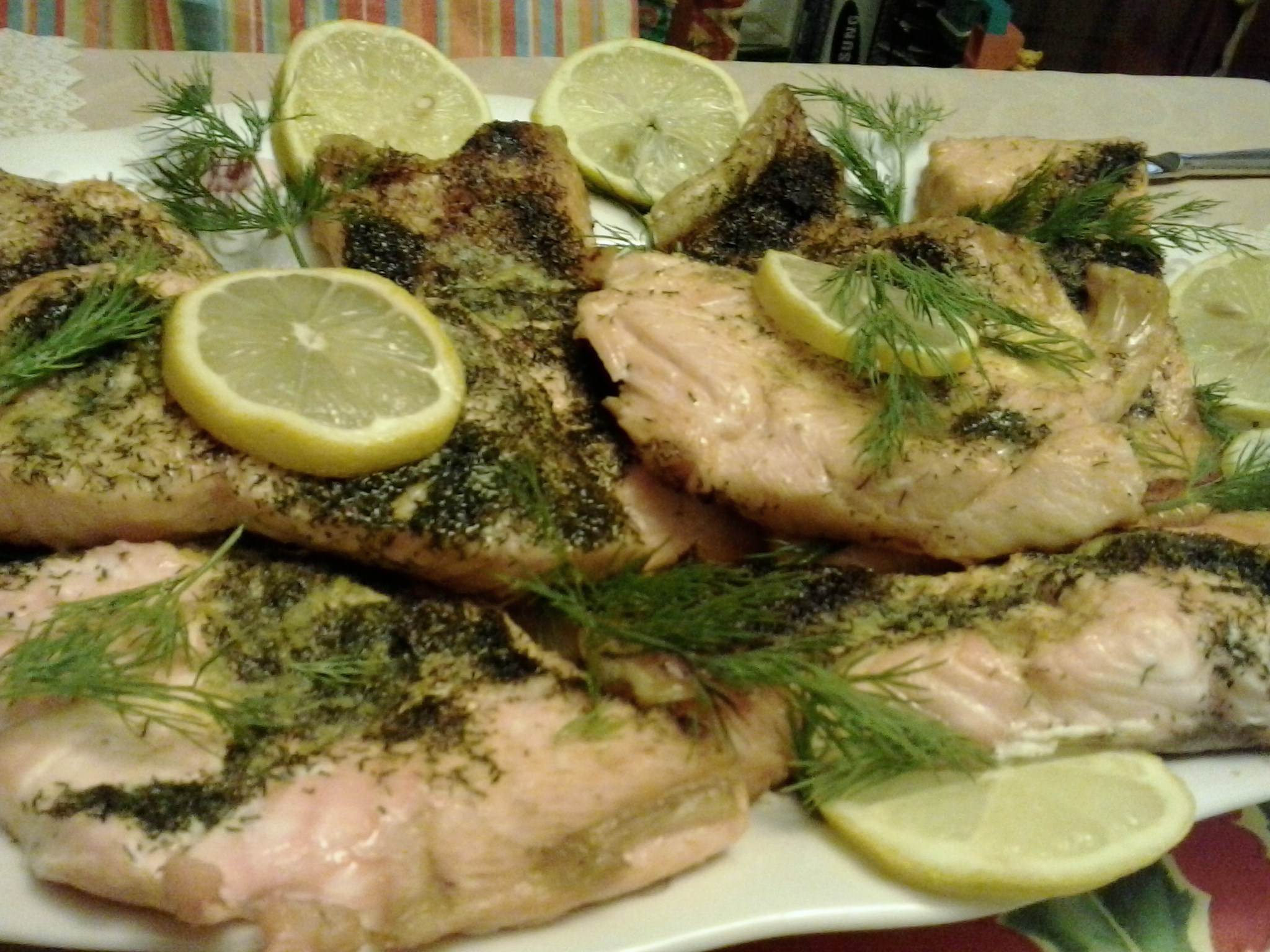
Saumon, citron et aneth.

C'est une épice très utilisée en Allemagne, en Hongrie, en Pologne, en Russie, dans les Pays baltes, en Bulgarie, en Roumanie, en Scandinavie, en  Ouzbékistan et dans le reste de l’Asie Centrale, en Asie du Sud, au Laos, en Chine, au Vietnam, en Égypte, dans les pays du Golfe Persique et dans de nombreux autres pays du monde.
Les feuilles, fraîches ou séchées, sont employées pour aromatiser différentes préparations culinaires, notamment les salades, les poissons, les fromages frais, les viandes, les sauces ou les soupes froides, comme le Tarator.
Les sommités florales et les graines sont utilisées aux USA pour aromatiser les conserves de concombres.
Les graines servent pour parfumer liqueurs et confitures.

### Usage thérapeutique
Ses propriétés sont stimulantes, stomachiques, digestives, apéritives, carminatives, antispasmodiques, diurétiques, anti-inflammatoires, galactagogues (lactation), calmantes et préparant au sommeil.
- Utilisé en infusion, l'aneth constitue un stimulant du système digestif[4].
- Ses graines, en infusion, permettent d'arrêter hoquet[10], mal de tête et toux des enfants.
- Autres indications : dyspepsie, vomissements d'origine nerveuse, flatulences, insuffisance hépatobiliaire, aide la lactation, il soigne les gaz intestinaux et le météorisme abdominal des bébés[11], borborygme, spasmes, crampes et en tant qu'antiseptique intestinal.

Dans l'histoire, il fut aussi utilisé pour l'épilepsie, et pour favoriser le lait des nourrices (chez les Grecs anciens), pour calmer les convives ayant trop bu dans les banquets (Charlemagne), pour ses vertus aphrodisiaques et contre les mauvais sorts (sorcières et mages du Moyen Âge), pour favoriser les capacités du cerveau (XVIIe siècle), pour « maintenir la chaleur et l'énergie du corps et apporter une intense vitalité » et aussi pour « dynamiser le pouvoir d'attraction sur le sexe opposé » (XVIIe siècle).[réf. nécessaire]
Comme une majorité d'huiles essentielles, l'huile essentielle d'aneth doit être administrée à des doses minimes et est déconseillée chez les femmes enceintes ou allaitantes.

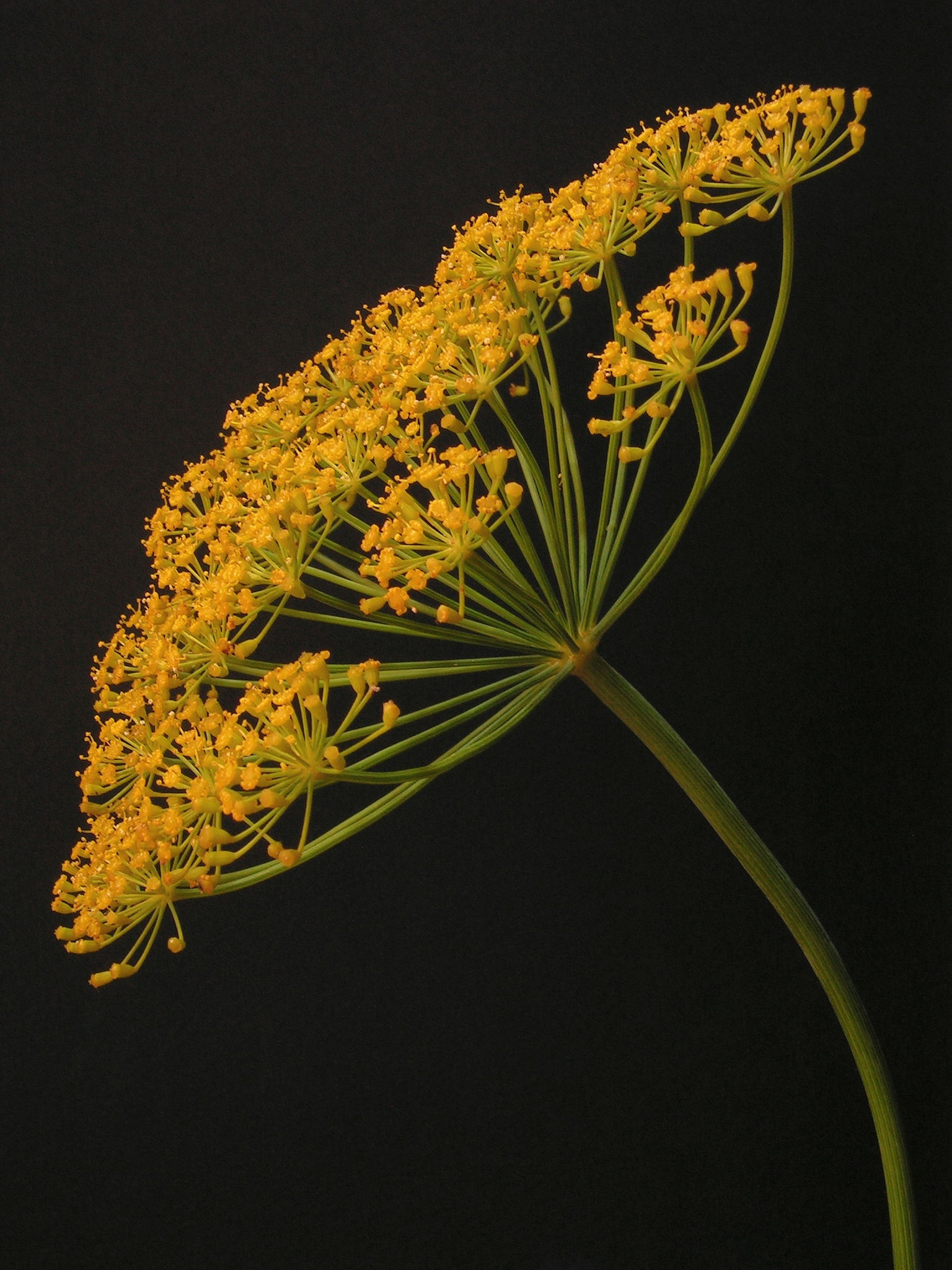
Ombelle en fleur.

### Langage des fleurs
Dans le langage des fleurs, l'aneth symbolise l'offre de protection mais aussi l'incrédulité (à cause de son odeur).[réf. nécessaire]

## Habitat et culture
L'aneth apprécie les expositions ensoleillées et les terrains bien drainés. Il craint les sols trop humides; sa valeur écologique de Landolt est C.233-454-t, il dépérit après la fructification.
La plante peut se resemer d'elle-même, mais pour disposer en permanence de feuilles fraîches il faut effectuer des semis espacés dans le temps (2 mois), dès avril en place. 
En compagnonnage, il est utilisé pour éloigner les ravageurs, en particulier lorsqu’il est associé aux carottes, concombres et salades.

## Liste des sous-espèces
Selon Catalogue of Life (21 juin 2013) :
- sous-espèce Anethum graveolens subsp. anatolicum
- sous-espèce Anethum graveolens subsp. australe
- sous-espèce Anethum graveolens subsp. copiosum
- sous-espèce Anethum graveolens subsp. graveolens
- sous-espèce Anethum graveolens subsp. nanum
- sous-espèce Anethum graveolens subsp. parvifolium
- sous-espèce Anethum graveolens subsp. tenerifrons

## Photos

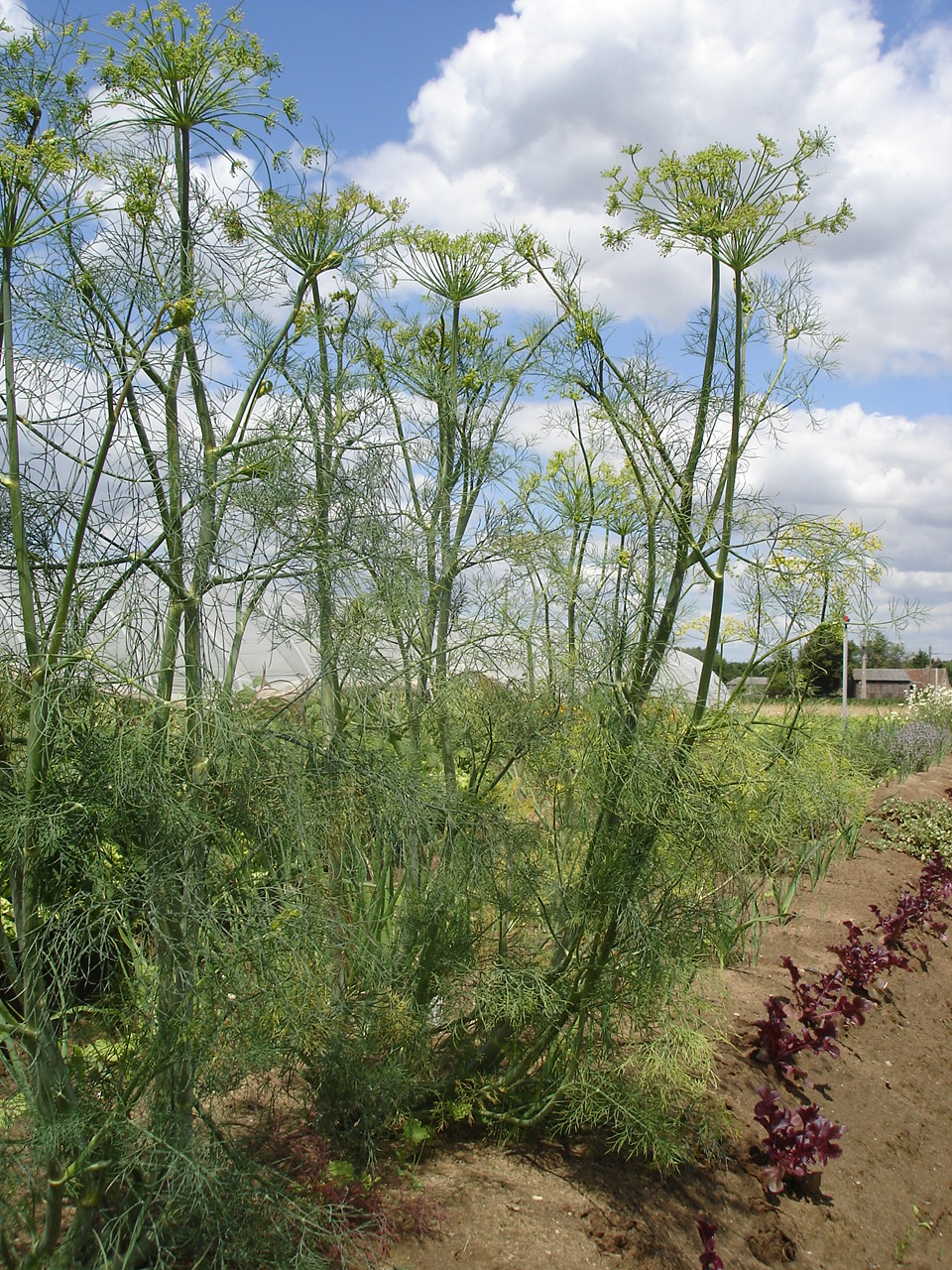
Plantes d'aneth.
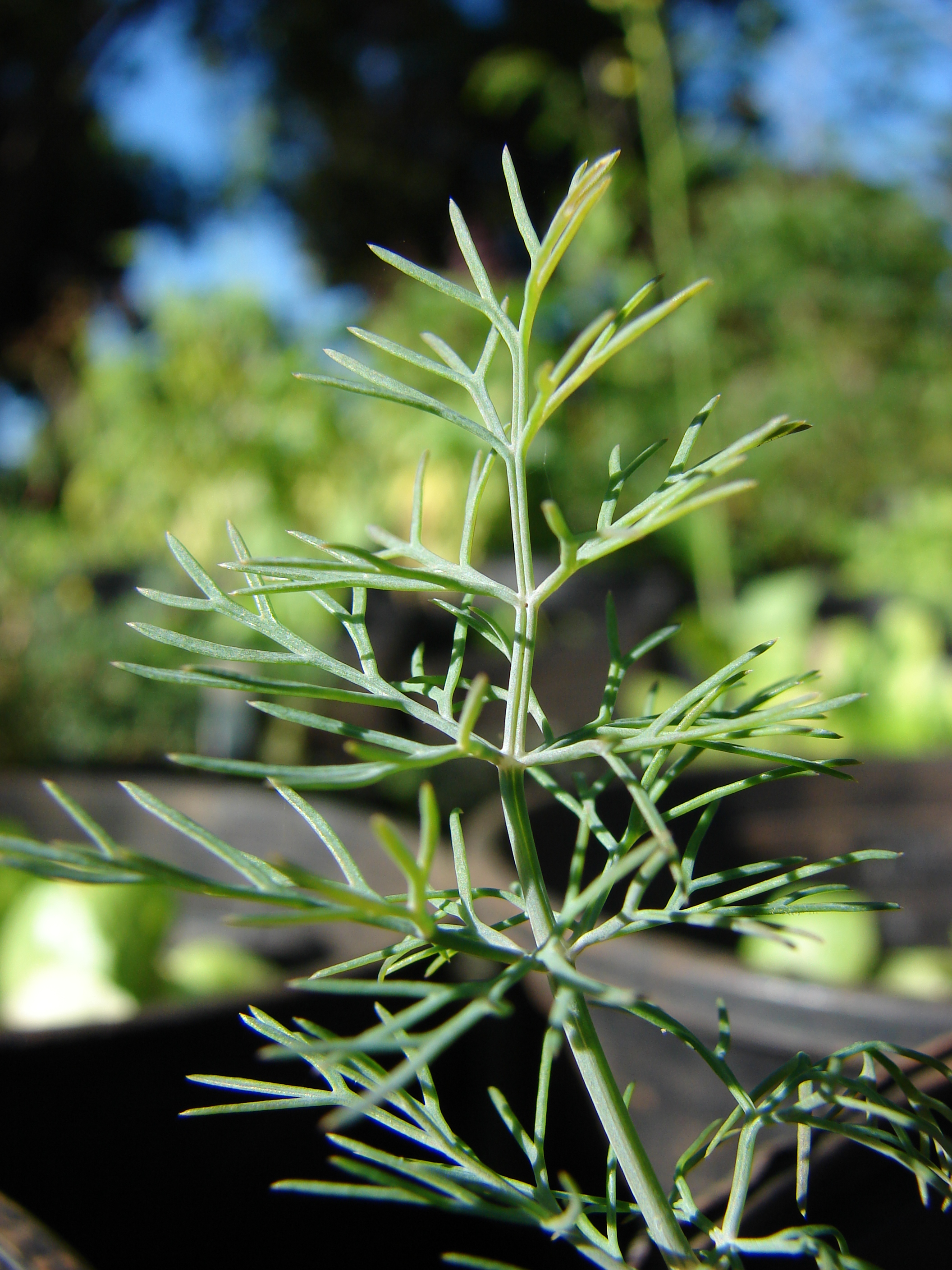
Feuille d'aneth.
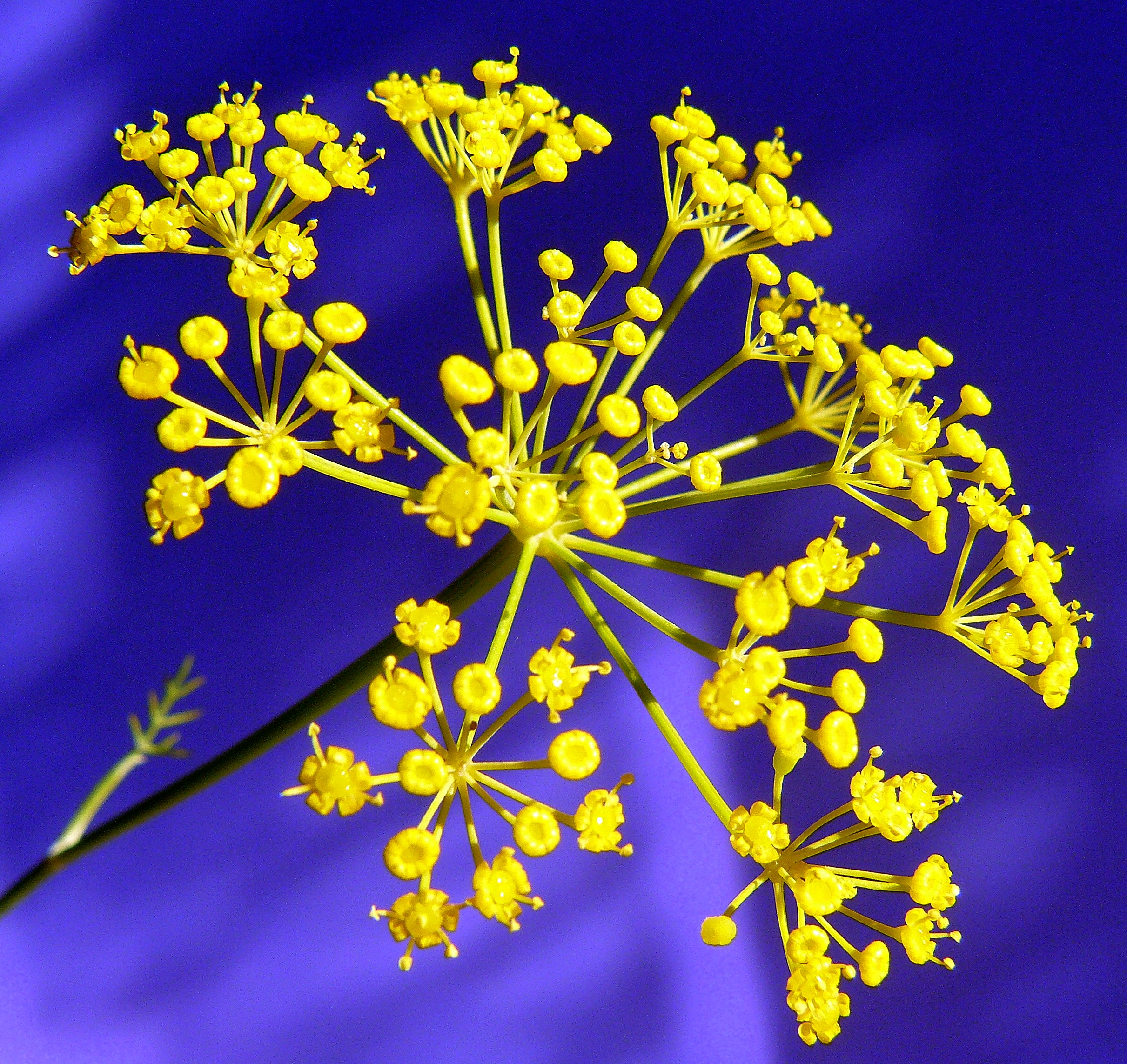
Ombelle en fleur.
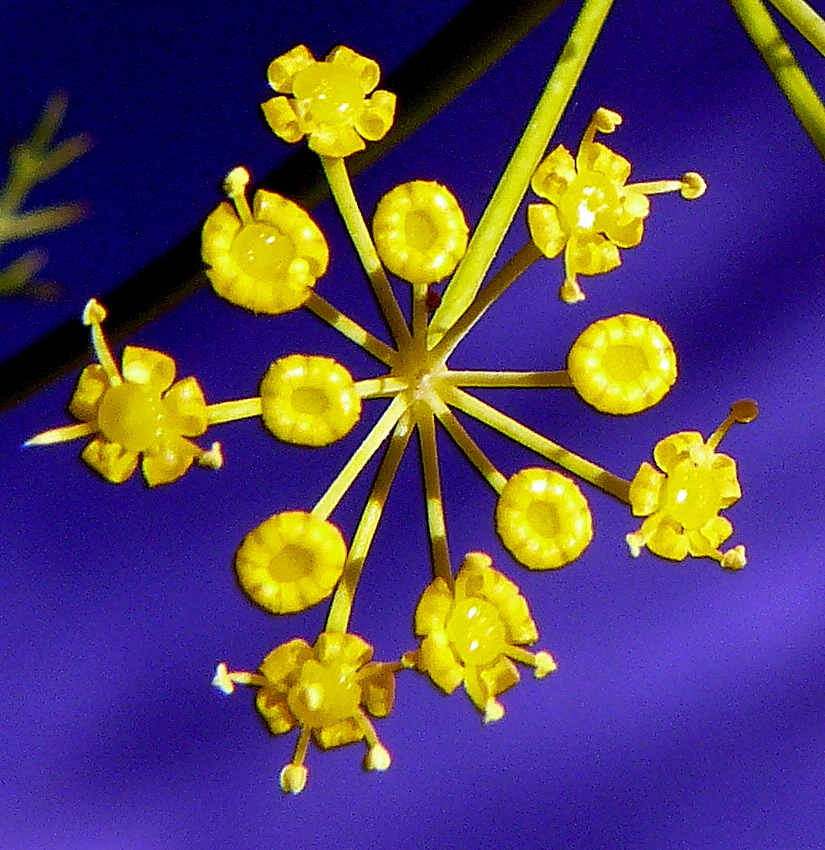
Détail d'une ombellule.
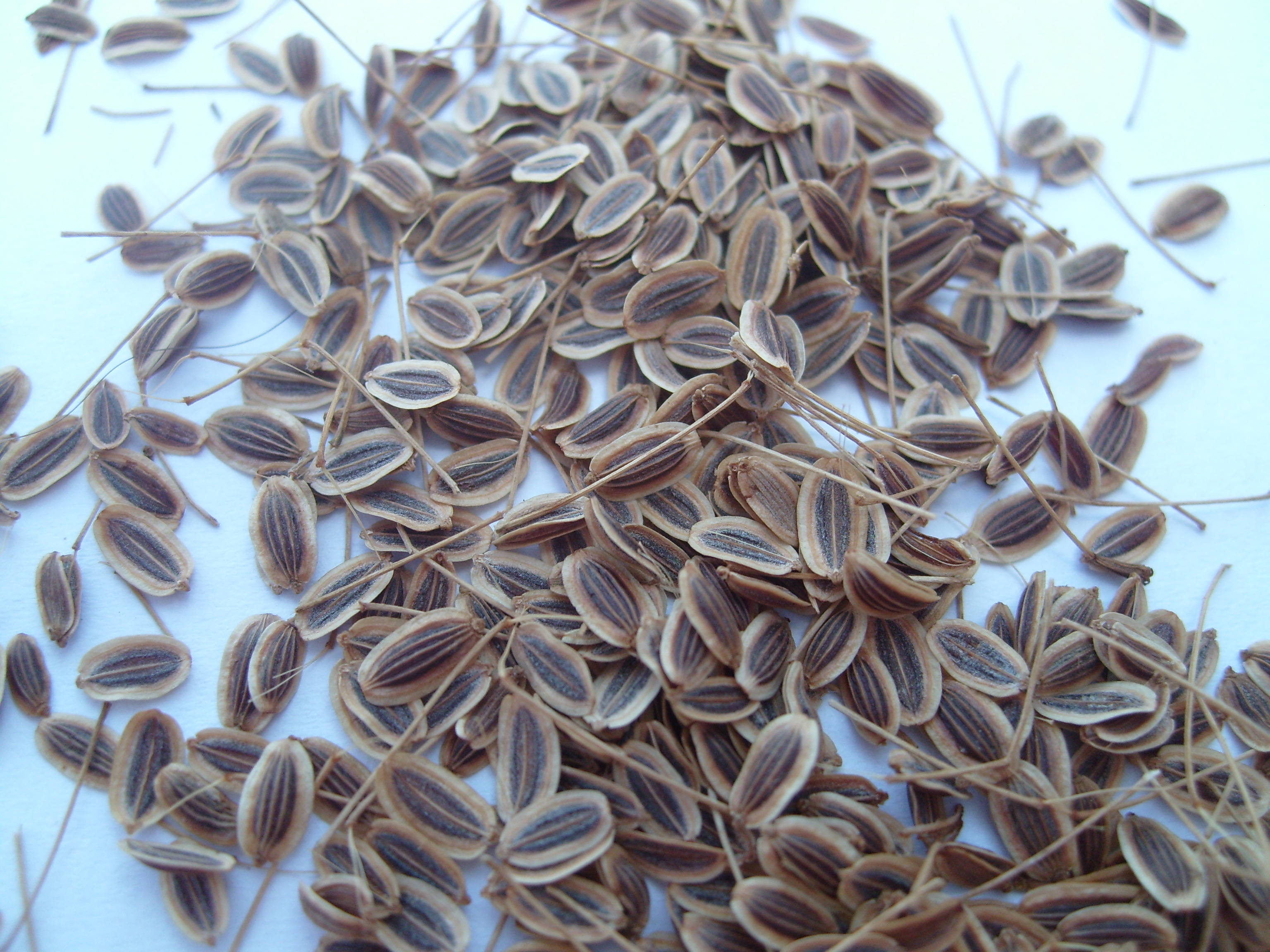
Graines d'aneth.
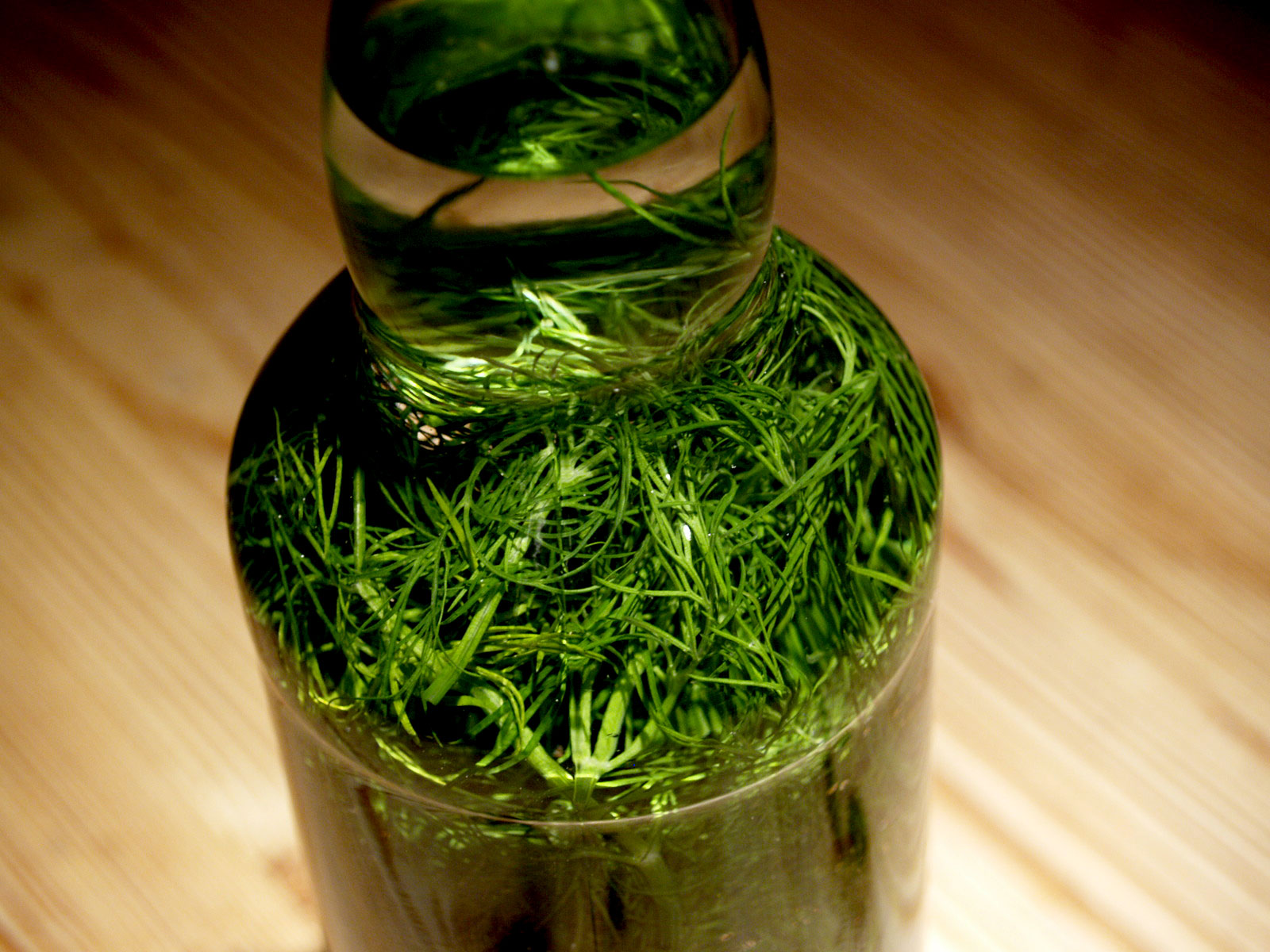
Eau-de-vie d'aneth.
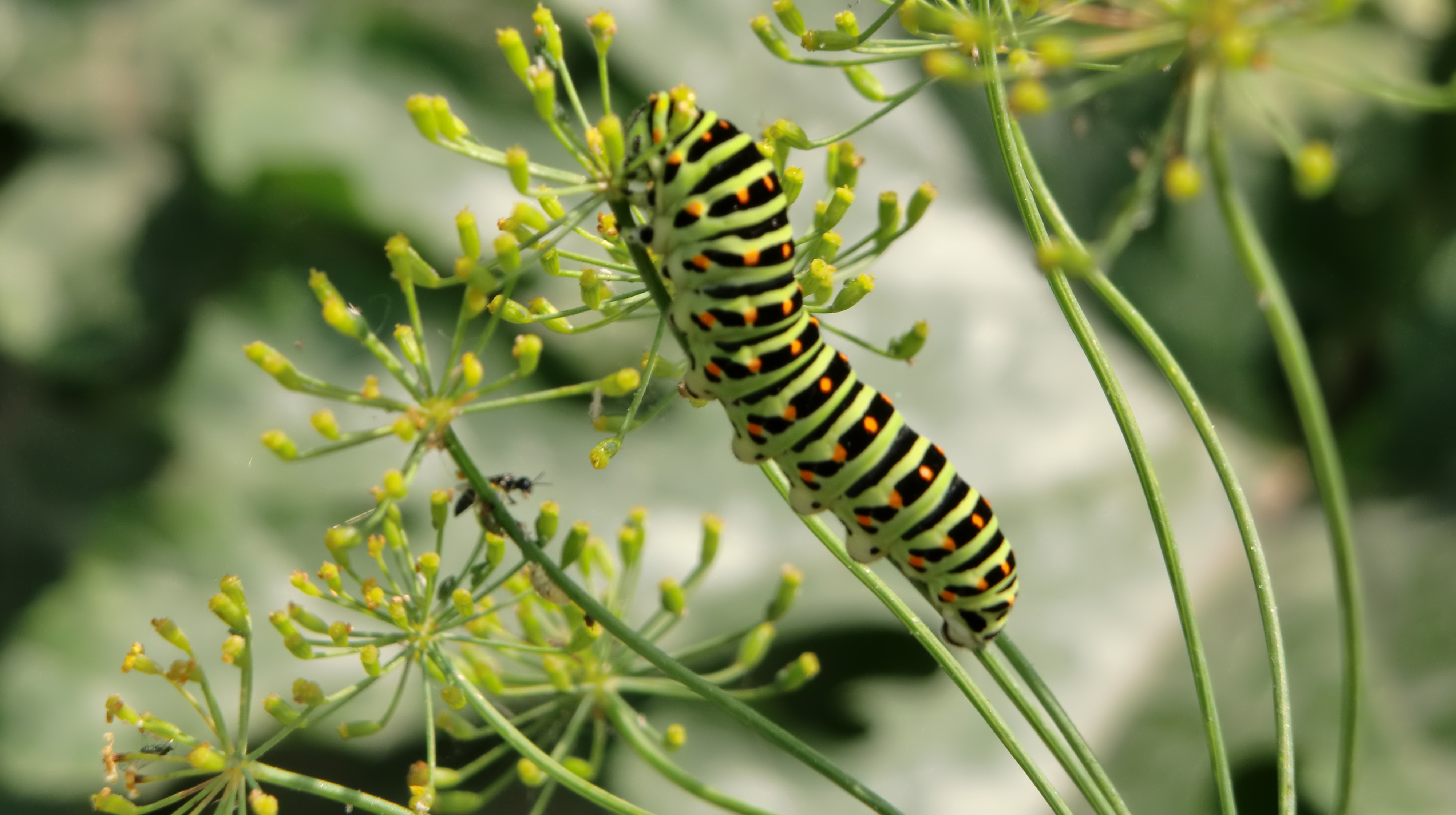
Chenille de Machaon sur une tige d'aneth.
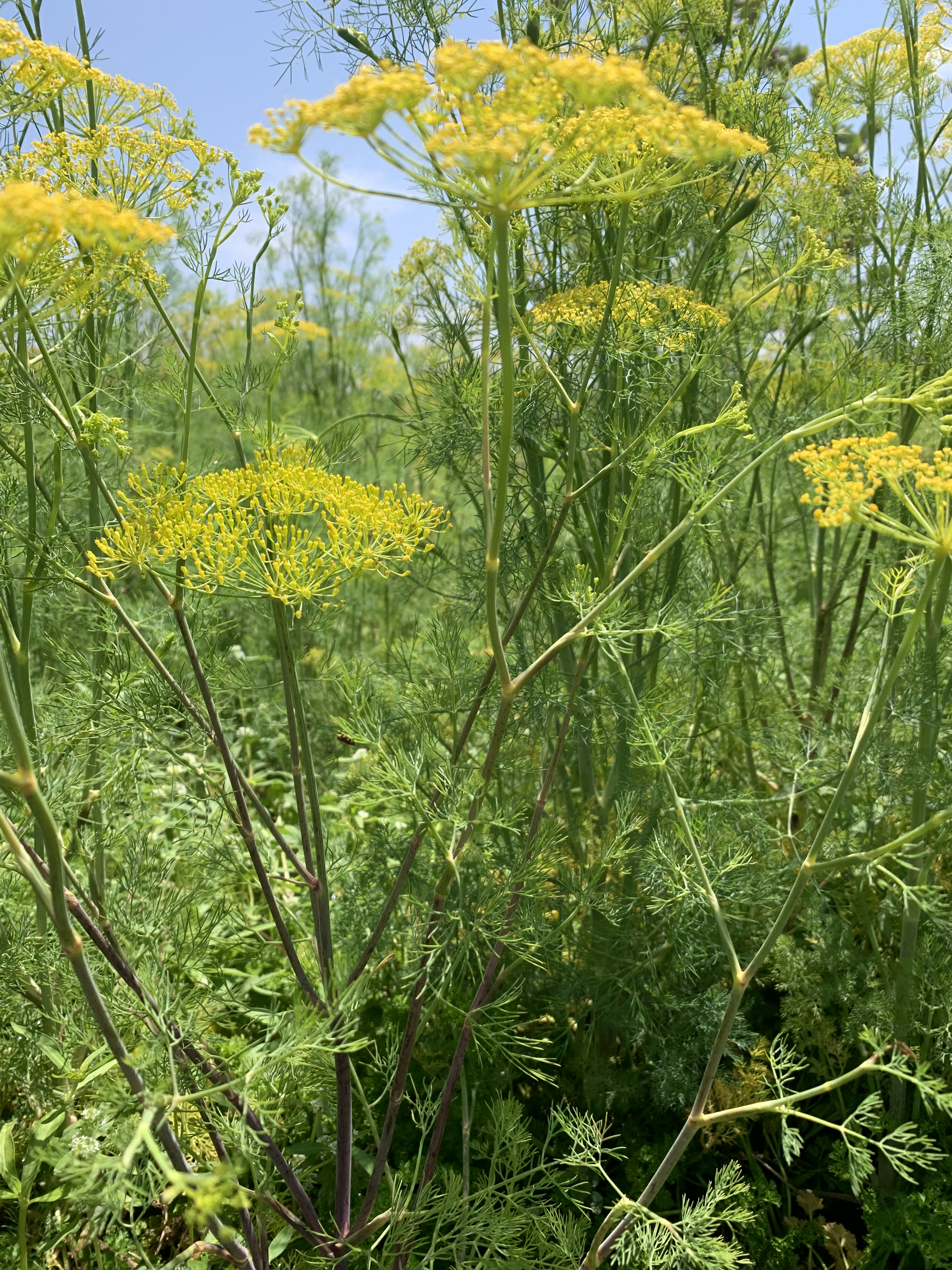
Aneth du Sénégal.